# آرنهیم یوستاس
آرنهیم یوستاس (انگلیسی: Arnhim Eustace؛ زادهٔ ۵ اکتبر ۱۹۴۴) یک سیاست‌مدار اهل سنت وینسنت و گرنادین‌ها است.